# Johannes Diderik van der Waals
Johannes Diderik van der Waals (Leiden, 23. studenog 1837. – Amsterdam, 8. ožujka 1923.), je bio nizozemski teorijski fizičar i termodinamičar, poznat prije svega po svojoj van der Waalsovoj jednadžbi stanja realnih plinova i tekućina. Njegova jednadžba stanja opisuje realne plinove i njihovu kondenzaciju u tekućine. Njegovo ime je vezano isto za van der Waalsove sile (sile između stabilnih molekula), van der Waalsove molekule (mali grozdovi molekula povezanih s van der Waalsovim silama) i s van der Waalsovim polumjerom (veličina molekula). 
Bio je prvi profesor fizike na Sveučilištu u Amsterdamu, kada se otvorio 1877. Godine 1910. dobio je Nobelovu nagradu za fiziku. 

## Životopis

### Mladost
Johannes van der Waals je bio najstariji od desetoro djece, u obitelji Jacobusa van der Waalsa i Elisabethe van den Berg. Otac mu je bio stolar u nizozemskom gradu Leidenu. Kao što je bilo uobičajeno za radničku klasu u 19. stoljeću, Johannes je zavrđio osnovnu školu, nije išao u srednju školu, koja bi mu omogućila polazak na sveučilište. S 15 godina postao je učitelj – naučnik u osnovnoj školi. Ipak, dodatno je učio i polagao ispite, da bi napredovao u svojoj struci. 
Od 1862. počeo je prisustvovati predavanjima iz matematike, fizike i astronomije na sveučilištu, iako nije imao znanja iz klasičnih jezika. Od 1865. radio je kao nastavnik fizike. 

### Profesor
Johannes van der Waals je imao sreće kao student, jer baš u njegovo vrijeme su ukinuli obavezu znanja klasičnih jezika na sveučilištu. 1873. obranio je doktorski rad vezan uz kontinuitet plinskih i tekućih agregatnih stanja, gdje uvodi pojmove molekularnog obujma i molekularnih privlačnih sila. 
Bio je prvi profesor fizike na Sveučilište u Amsterdamu, kada se otvorio 1877. Jedan od kolega na univerzitetu je bio poznati kemičar Jacobus Henricus van 't Hoff. U mirovinu je išao sa 70 godina. Umro je s 85 godina. 

### Osobni život
1865. van der Waals se oženio s Anna Magdalena Smit i imali su tri kćerke i jednog sina. Žena mu je umrla s 34 godine od tuberkuloze. Nakon toga, van der Waals se nikad nije više ženio, čak oko deset godina nije ništa objavljivao, koliko je bio potresen sa ženinom smrću. 

## Znanstveni rad
U svom znanstvenom radu, najviše je bio zainteresiran s termodinamikom. Najveći utjecaj na njega su imali Rudolf Clausius, James Maxwell i Ludwig Boltzmann. Od 1869. počeo je raditi na kritičnim temperaturama fluida. Uočio je da se plinovi kondenziraju u tekućine na kontinuiran način, pa je došao do svoje poznate van der Waalsove jednadžbe stanja realnih plinova i tekućina, koju je objavio 1880. U svojoj jednadžbi stanja, predviđao je postojanje molekula i atoma, što se u njegovo vrijeme nije vjerovalo. Osim toga, uočio je da između molekula postoje međumolekularne sile, što je dovelo kasnije do pojma van der Waalsovih sila.
Njegov rad je pomogao da se 1898. dobije tekući vodik i tekući helij 1908., što je ostvario Heike Kamerlingh Onnes. Od 1890. van der Waals se bavi drugim zakonom termodinamike. 1893. objavio je rad na teoriji kapilarnosti. Prije njega o kapilarnosti je pisao Pierre-Simon Laplace, ali je on je imao mehanički pristup. Van der Waals je za kapilarnost imao termodinamički pristup, što je u njegovo vrijeme bilo osporavano, jer se nije vjerovalo u postojanje molekula i njihovo brzo kretanje. Tek kasnije je njegova teorija prihvaćena, kada je Jean Baptiste Perrin objasnio pokusima Brownovo gibanje, a Albert Einstein to teoretski objasnio.

## Poveznice
- Van der Waalsova jednadžba stanja
- Van der Waalsove sile